# Jonathan Åstrand
Jonathan Jens-Erik Åstrand, född 9 september 1985 i Närpes, är en finländsk friidrottare (sprinter). Han tävlar för IF Kraft och hans tränare är Jan-Erik Bergman.
Åstrands rekord på 100 m utomhus är 10,26 (2011) och inomhus 10.59 (2009). På 200 m är hans rekord utomhus 20,50 (2011) och inomhus 20,72. Hans rekord på 60 m är 6,70 (2011).
Han tillhörde det finska lag, som tog brons på 4×100 m stafett vid EM för under 23-åringar i Debrecen 2007. Vid EM i Barcelona 2010 tog han sig till semifinal på 200 m och sprang den tredje sträckan för Finlands stafettlag på 4×100 m. Laget kom på sjunde plats med den finländska rekordtiden 39,29. Vid inomhus-EM i Paris 2011, kom han till kvartsfinal på 60 m. 
Åstrand har deltagit i landskamperna mellan Finland och Sverige fyra gånger: åren 2005 (200 m), 2006 (200 m och 4×400 m), 2008 (100 m och 4×100 m) och 2009 (200 m och 4×100 m) och Europeiska lagmästerskapen i friidrott 2009 (4×100 m) och 2010 (200 m och 4×100 m).
Han blev finsk mästare på 200 m i Kajana 2010 på tiden 20,98. Han vann också inomhus 2011 i Helsingfors på 60 m med tiden 6,78.